# Niva (Bélgorod)
|  | Per a altres significats, vegeu «Niva». |

Niva - Нива (rus) - és un poble (un khútor) de l'óblast de Bélgorod, a Rússia. El 2010 tenia 10 habitants. Pertany al districte (raion) de Prókhorovka.